# Иван Раденовић
Иван Раденовић (Београд, 10. јун 1984) бивши је српски кошаркаш. Играо је на позицији крилног центра.

## Биографија
Кошарком је почео да се бави у млађим категоријама Партизана. За први тим београдских црно–белих дебитовао је у сезони 2002/03. и као повремени првотимац учествовао у освајању шампионске титуле. Средином сезоне 2003/04. Раденовић је постао члан америчког универзитетског тима Аризона вајлдкетс у ком се задржао до 2007. године. Имао је један од најбољих дебија у историји Универзитета Аризона са 17 постигнутих поена, а наставио је да напредује и у трећој години већ постао кључни играч тима, као и лидер по броју постигнутих дабл-дабл учинака. У завршној години достигао је просек од 15 поена, 7,6 скокова и 2 асистенције по мечу и био најзаслужнији за то што се његов тим нашао на Мартовском лудилу.
На НБА драфту 2007. године није изабран, а није успео ни да се наметне екипи Лос Анђелес Клиперса током летње лиге, те се због тога се вратио у Европу. Сезоне 2007/08. играо је у шпанској Ђирони и био део тима који је тада стигао до финала УЛЕБ купа. Следећу сезону проводи у грчком Панелиниосу где приказује веома добру игру и скреће пажњу екипе ЦСКА из Москве која га и ангажује. Ипак, у овом тиму одиграо је само 5 утакмица и у децембру 2009. уговор са њим је раскинут. Раденовић се одмах потом враћа у АЦБ лигу и сезону 2009/10. окончава у редовима Кахасола, док се наредне сели у Менорку. Јула 2011. потписује двогодишњи уговор са украјинским Доњецком и са тим клубом осваја титулу првака Суперлиге Украјине, а приказује и запажене партије током Еврокупа 2011/12.
Септембра 2013. договорио је сарадњу са Црвеном звездом, а фебруара наредне године освојио је и први трофеј са овим клубом - Куп Радивоја Кораћа 2014. По завршетку сезоне 2013/14. растао се са црвено-белима, али наредни клуб је пронашао тек у јануару 2015. и то је био пољски Кошалин. Почетком октобра 2015. потписао је отворени уговор са Игокеом, али их напушта у јануару 2016. Касније тог месеца је потписао уговор са израелским Хапоел Холоном са којим се задржао до краја те сезоне. У јануару 2017. потписао је за Спиру Шарлроа са којим се задржао до краја сезоне.

## Успеси

### Клупски
- Партизан
  - Првенство СР Југославије (1) : 2003.
- Доњецк
  - Првенство Украјине (1) : 2012.
- Црвена звезда
  - Куп Радивоја Кораћа (1) : 2014.